# Valerian Ivanovics Albanov
Valerian Ivanovics Albanov (Voronyezs, 1881. május 26. – 1919) orosz tengerész, sarkutazó, a Bruszilov-expedíció két túlélőjének egyike.

## Élete
Albanov 1881-ben született Voronyezsben, 17 éves korában beiratkozott a Szentpétervári Tengerészeti Akadémiára. Tanulmányai befejezése után (1904) több hajón teljesített szolgálatot, míg végül csatlakozott Georgij Lvovics Bruszilov expedíciójához. Az expedíció célja volt áthaladni az északkeleti átjárón, amely előtte csak a finnországi svéd származású Nordenskiöldnek sikerült. Az expedíció azonban nem volt kellőképpen megszervezve és felszerelve. 1912 októberében az expedíció hajója, a Szent Anna az összetorlódott jégtáblák között rekedt.
1914 elején a hajó még mindig a jég közé volt fagyva, és nem volt remény arra, hogy kiszabaduljon. Albanov engedélyt kért Bruszilovtól arra, hogy társaival elhagyja a hajót, és megpróbálja elérni a szárazföldet. 13 társával indult gyalog, szánon és kajakon a szárazföld felé, de csak ketten, Albanov és Alekszandr Konrad jutottak el a Ferenc József-földre, ahol a Szedov-expedíció megmentette őket. Albanov később megírta emlékiratait, amelyet 1917-ben adtak ki először Szentpéterváron.
Visszatért a tengerre, ahol 1919-ben meghalt. Halálának körülményei tisztázatlanok. Egyes vélemények szerint tífuszban halt meg, mások szerint egy robbanásban vesztette életét.

## Magyarul megjelent művei
- A fehér halál országában. Küzdelem a túlélésért az Északi-sarkon; ford. Holka László; Park, Bp., 2003 (Veszélyes övezet) ISBN 963-530-630-X